# Staatsarchiv des Kantons Zürich

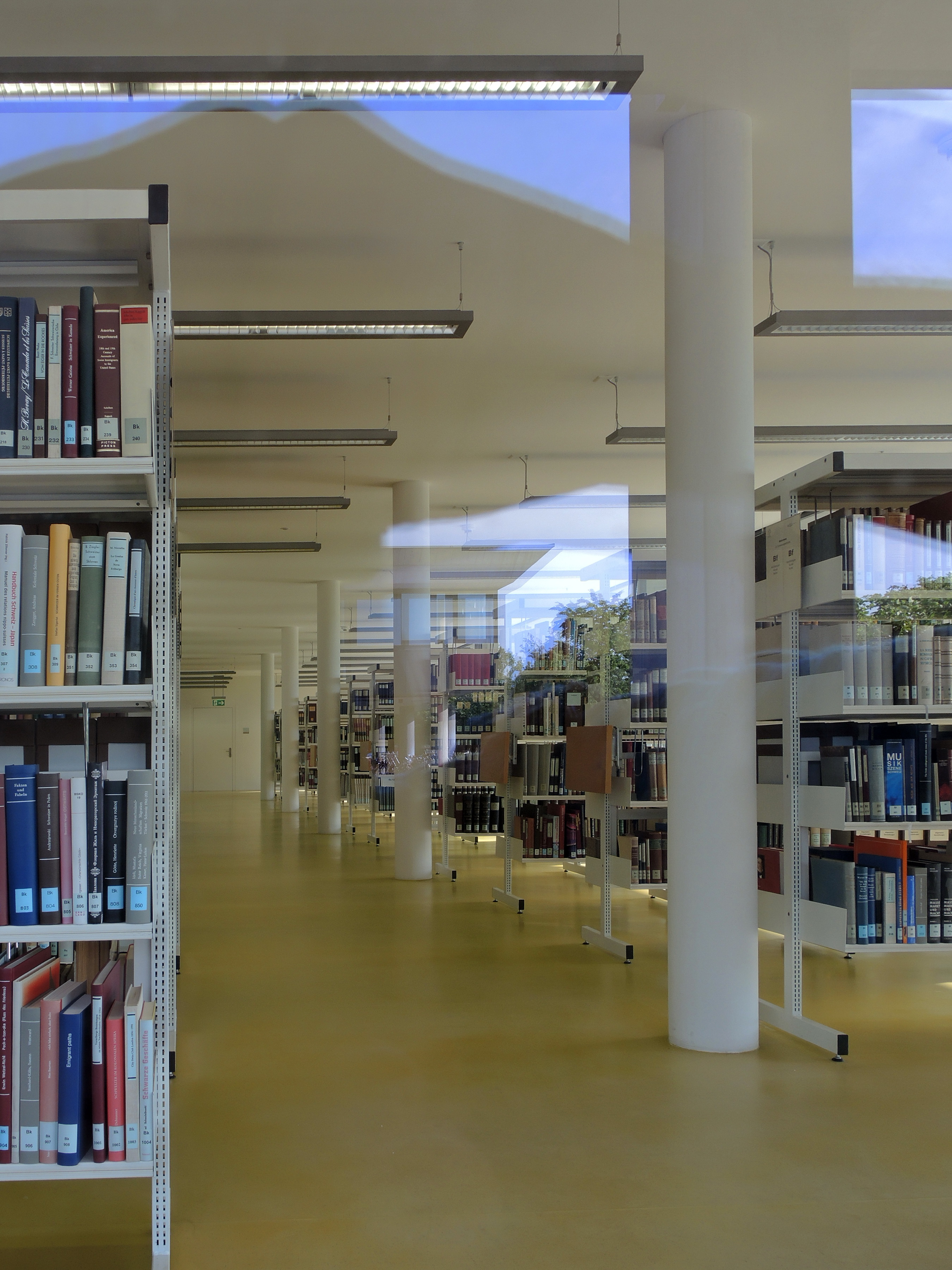

Das Staatsarchiv des Kantons Zürich ist das Archiv des Schweizer Kantons Zürich und seiner Rechtsvorgänger, insbesondere des Stadtstaates Zürich. Als Amtsstelle der kantonalen Verwaltung ist es der Direktion der Justiz und des Innern unterstellt.

## Geschichte
Die Bestände des Staatsarchivs des Kantons Zürich reichen bis ins achte Jahrhundert zurück. Sie umfassen nicht nur die Unterlagen des 1803 gegründeten Kantons, sondern ebenso diejenigen seiner Rechtsvorgänger. Erster Staatsarchivar war 1837 der Historiker Gerold Meyer von Knonau, der Nachfolger des Registrars Hans Jakob Ammann. Mit diesem Datum wird die Gründung des Staatsarchivs gleichgesetzt: Es erhielt 1837 nicht nur seine aktuelle Bezeichnung, sondern es wurden damals auch verschiedene Bestände räumlich zusammengeführt, und das Staatsarchiv öffnete sich der Forschung. Es befand sich damals in der Fraumünsterabtei. Es wurde 1876 in den Gerichtsflügel des Obmannamtes und 1919 in den Chor der Predigerkirche verlegt. Nachdem dort jahrzehntelang Platzmangel herrschte, wurde 1982 ein Neubau auf dem Areal Irchel bezogen, der heutige Bau 1, dem 2007 und 2019 Erweiterungen folgten (Bau 2 und Bau 3). Die sechs Geschosse, wovon vier unterirdisch angelegt sind, garantieren eine sichere Aufbewahrung, stabile klimatische Verhältnisse, zeitgemässen Schutz vor Brand- und Wasserschäden und maximale Sicherheit der Archivbestände.

## Lage und Dienstleistungen
Der Verwaltungssitz, Lesesaal, Bibliothek und die Bestände des Zürcher Staatsarchivs sind auf dem Areal Irchel der Universität Zürich im Stadtquartier Oberstrass in Zürich untergebracht. Staatsarchivar ist seit 2006 Beat Gnädinger.
In fünf verschiedenen Lesesälen können an 80 Besucherarbeitsplätzen die Archivalen, deren Schutzfrist abgelaufen ist, bestellt und vor Ort (es erfolgt keine Ausleihe) unentgeltlich eingesehen werden. Die Präsenzbibliothek umfasst rund 20'000 Bände und 15'000 Broschüren; der Katalog (Autoren und Schlagwörter) enthält derzeit rund 146'000 Einträge. Die Bibliothek gehört in den Themenbereichen Geschichte, Politik und Kultur zu den besten innerhalb der Schweiz. Verzeichnet ist ebenfalls sogenannte «graue Literatur», d. h. Druckschriften von kantonalen Ämtern, Jahresberichte wichtiger Institutionen u. ä. Zeitschriften-Artikel zur Zürcher Geschichte sind im Katalog einzeln verzeichnet.

## Aufgaben
Der Begriff «Gedächtnis der Nationen» wurde von Novalis geprägt und fasst die Aufgaben des Staatsarchivs zusammen: Es überliefert Vergangenes und das historisch relevante heutige Geschehen für künftige Generationen anhand von schriftlichen Originalquellen. Kernpunkt seiner Tätigkeit ist die Überlieferung, Erschliessung, Aufbewahrung, Pflege und Vermittlung der Unterlagen des Kantons Zürich und seiner Rechtsvorgänger zuhanden der interessierten Öffentlichkeit, insbesondere der historischen Forschung. Das im Archiv gelagerte Schriftgut dient aber auch rechtlichen und administrativen Zwecken sowie als Instrument der Rechtssicherung und zur Kontrolle der Tätigkeit der Verwaltungsorgane.
Gut 80 Angestellte – darunter 25 ausgebildete Historiker und Historikerinnen sowie zwei Restauratorinnen – stellen die Auswahl der archivwürdigen Bestände sicher und sind für das fachgerechte Konservieren und die Erschliessung von Archivalien verantwortlich. Nach aussen treten die Archivare als Berater der Benutzer in Erscheinung, sei es im Lesesaal, bei der Beantwortung von schriftlichen Anfragen oder bei der Erstellung von Gutachten.
Zu den weiteren Aufgaben zählen die Unterstützung bei der Familienforschung, die Edition von Primärquellen, die Erstellung von Archivierungshilfen für Behörden von Kanton und Gemeinden sowie die Pflege verschiedener Sammlungen (Pläne, Grafiken, Druckschriften, Objekte etc.).

## Archivbestände
Die bis heute mit wesentlichen Erweiterungen, aber ohne grundsätzliche Änderungen bestehende Gliederung der Archivbestände (Archivplan) stammt von Prof. Paul Schweizer, Staatsarchivar von 1881 bis 1897:

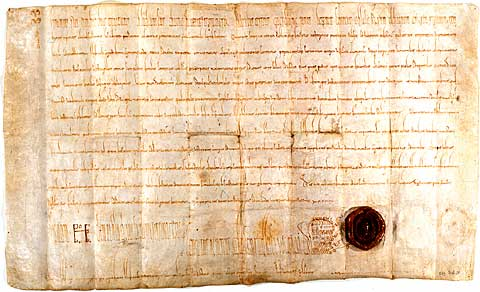
Gründungsurkunde der Fraumünsterabtei im Staatsarchiv des Kantons Zürich

- Altes Hauptarchiv (Abteilungen A bis C): Akten, Bände und Urkunden des alten Stadtstaates Zürich bis 1798.
- Alte Nebenarchive: Bestände des Kaufmännischen Direktoriums (Abteilung D), Kirchenarchiv (E), Finanzarchiv (F), Archiv des Chorherrenstifts Grossmünster (G), Spitalarchiv (H) und Archiv des Klosters Rheinau (J).
- Neuere Archive: Unterlagen zu den Verfassungsperioden 1798 bis 1831 für die Zeitabschnitte Helvetik, Mediation und Restauration (Abteilungen K bis L) sowie nach Direktionen geordnete Akten über den Kanton Zürich (Abteilungen M bis Y).
- Provenienzarchiv: Nach Aktenbildnern geordnete Bestände der anbietepflichtigen Behörden seit 1831 (Abteilung Z respektive Pertinenzarchiv sowie Provenienzarchive I und II).[3]
- Nicht staatliche Archive: Nachlässe von Privatpersonen und Familien, Zunft- und Vereinsarchive, Firmenarchive (insbesondere Abteilungen B IX, W und X).
- Sammlungen (Druckschriften, Karten und Pläne, analoge Findmittel, Grafische Sammlung, Objekte).

Die historischen Bestände des Staatsarchivs reichen bis ins Jahr 853 – die Gründungsurkunde des Fraumünsters ist das älteste erhaltene Schriftstück – und haben eine weit über den Kanton hinaus reichende Bedeutung. Als bemerkenswert gilt die Kontinuität der Überlieferung, die dem Ausbleiben grösserer Katastrophen und Kriege zu verdanken ist: So reicht beispielsweise die Reihe der Regierungsprotokolle (Kleiner Rat und Grosser Rat) mit wenigen Lücken bis ins frühe 14. Jahrhundert zurück. Die neueren Bestände des Kantons Zürich (seit 1831) bilden mengenmässig den Schwerpunkt der Archivbestände von rund 30 Laufkilometern Akten und Urkunden, wozu noch einige Terabytes elektronisches Datenmaterial kommen.
Jährlich werden durchschnittlich 800 Laufmeter Akten in das Provenienzarchiv übernommen. Der Zuwachs besteht hauptsächlich aus Ablieferungen der kantonalen Behörden, im Einzelnen von Kantonsrat, Regierungsrat mit Zentral- und Bezirksverwaltung, Notariaten, Behörden und Gerichten. Ergänzend sammelt das Staatsarchiv privates Material (Nachlässe, Firmenarchive und Einzeldokumente) zur Geschichte des Kantons Zürich.

## Verein Freundeskreis Staatsarchiv Zürich
Am 28. Juni 1976 war der heutige Freundeskreis unter dem Namen Verein der Freunde des Staatsarchivs gegründet worden, 2019 wechselte er den Namen zu Freundeskreis Staatsarchiv Zürich. Im Verein schliessen sich Kollektivmitglieder wie andere Archive, rund 200 Einzelmitglieder sowie (Stand 2023) 17 Gemeinden zusammen. Laut Zweckartikel soll der Verein in fördernder Weise dem Staatsarchiv zur Seite stehen sowie das Verständnis für das Archivwesen im Allgemeinen vertiefen.